# Busenwurth
Busenwurth er en by og kommune i det nordlige Tyskland, beliggende i Amt Mitteldithmarschen i den centrale del af Kreis Dithmarschen. Kreis Dithmarschen ligger i den sydvestlige del af delstaten Slesvig-Holsten.

## Geografi
Marskkommunen ligger ved Bundesstraße 5 og ud til Nordsøen.

### Nabokommuner
Nabokommuner er (med uret fra nord) kommunerne Elpersbüttel, Gudendorf og Barlt (alle i Kreis Dithmarschen).